# Newsies (film)
Pour les articles homonymes, voir Newsies.
Pour plus de détails, voir Fiche technique et Distribution.
Newsies ou Les News Boys est un film musical américain réalisé par le chorégraphe Kenny Ortega, sorti en 1992. Il s'agit de son premier long métrage. Produit par Walt Disney Pictures, le film s'inspire de la grève des enfants livreurs de journaux en 1899 à New York.
Le film comporte des chansons composées par Alan Menken et J. A. C. Redford. Il met en vedette Christian Bale, David Moscow, Bill Pullman, Robert Duvall et Ann-Margret. Le film n'est pas un succès au box-office et reçoit des critiques négatives à sa sortie. Mais il gagne une forme de reconnaissance de film culte en vidéo avec les succès de Kenny Ortega dont la série de films High School Musical.
Le film a été ensuite adapté en comédie musicale Newsies à Broadway en 2012, spectacle qui a reçu deux  Tony Awards.

## Synopsis
En 1899, de jeunes distributeurs de journaux s'unissent et votent à l'unanimité pour la grève afin de réclamer de meilleures conditions de travail à leur employeur, Joseph Pulitzer.

## Fiche technique
Sauf indication contraire, les informations mentionnées dans cette section peuvent être confirmées par la base de données cinématographiques IMDb,  présente dans la section « Liens externes ».
- Titre original et français : Newsies ou Les News Boys
- Titre anglophone alternatif pour le Royaume-Uni : The News Boys
- Réalisation : Kenny Ortega
- Scénario : Bob Tzudiker, Noni White
- Direction artistique : Nancy Patton
- Décors : Robert Gould
- Costumes : May Routh
- Photographie : Andrew Laszlo
- Montage : William Reynolds
- Musique : J. A. C. Redford
- Production : Michael Finnell, Ira Shuman et Marianne Sweeny (asocciés)
- Société(s) de production : Touchwood Pacific Partners 1
- Société(s) de distribution : Buena Vista Pictures
- Pays d'origine :  États-Unis
- Langue originale : anglais
- Format : couleur (Technicolor) — 35 mm — 2.35 : 1
- Genre : Drame, film musical et historique
- Durée : 121 minutes
- Dates de sortie[2] :
  - États-Unis : 8 avril 1992 (première à New York), 10 avril 1992 (sortie nationale)

 Sources : IMDb.

## Distribution
- Christian Bale (VF : Emmanuel Karsen) : Jack Kelly alias Cowboy
- David Moscow (VF : Bruno Dubernat) : David Jacobs
- Luke Edwards (VF : Boris Roatta) : Les Jacobs
- Max Casella (VF : Christophe Lemoine) : Racetrack Higgins
- Gabriel Damon : Spot Conlon
- Marty Belafsky (VF : Hervé Rey) : Crutchy
- Arvie Lowe, Jr. (VF : David Lesser) : Boots (Boule en VF)
- Aaron Lohr (VF : Alexandre Aubry) : Mush
- Trey Parker (VF : Alexandre Gillet) : Kid Blink
- Dee Caspary : Snitch
- Joseph Conrad : Jake
- Dominic Maldonado : Itey
- Mathew Fields : Snipeshooter (Gueule d'Arsouille en VF)
- Mark David : Specs (Binoclard en VF)
- Ivan Dudynsky : Dutchy
- Robert Feeney : Snoddy (Le Baffeur en VF)
- Michael A. Goorjian : Skittery (Traîne-lattes en VF)
- Dominic Lucero : Bumlets (Barbouilleur en VF)
- David Sidoni : Pie-Eater (La Taupe en VF)
- Kevin Stea : Swifty the Rake
- Bill Pullman (VF : Emmanuel Jacomy) : Bryan Denton
- Ann-Margret (VF : Jocelyne Darche) : Medda Larkson
- Ele Keats (VF : Claire Guyot) : Sarah Jacobs
- Jeffrey DeMunn : Mayer Jacobs
- Deborra-Lee Furness : Esther Jacobs
- Marc Lawrence (VF : Henri Labussière) : Kloppman
- Kevin Michaels : Ten-Pin
- Gregg Kent-Smith (VF : Georges Berthomieu) : Toby
- David James Alexander : le gouverneur Theodore Roosevelt
- Robert Duvall (VF : Georges Riquier) : Joseph Pulitzer
- Michael Lerner (VF : Michel Fortin) : Weasel
- Kevin Tighe (VF : Yves-Marie Maurin) : Snyder
- Charles Cioffi (VF : Jean-Pierre Delage) : Seitz
- Shon Greenblatt : Oscar Delancey
- David Sheinkopf : Morris Delancey
- Mark Lowenthal (VF : Jacques Ciron) : Jonathan
- William Boyett (VF : Roger Crouzet) : le juge Monahan
- Ryan MacDonald (VF : Jean-François Laley) : le maire Robert Van Wyck
- Tom Finnegan (VF : Georges Berthomieu) : Bunsen

## Musique
| No  | Titre                         | Interprètes                  | Durée |
| --- | ----------------------------- | ---------------------------- | ----- |
| 1.  | Newsies Prologue              | Max Casella                  | 0:48  |
| 2.  | Carrying the Banner           | Newsies Ensemble             | 6:15  |
| 3.  | Santa Fe                      | Christian Bale               | 4:18  |
| 4.  | My Lovey-Dovey Baby           | Ann-Margret                  | 1:30  |
| 5.  | Fightin' Irish: Strike Action | J. A. C. Redford             | 1:50  |
| 6.  | The World Will Know           | Newsies Ensemble             | 3:20  |
| 7.  | Escape from Snyder            | Redford                      | 2:08  |
| 8.  | Seize the Day                 | Newsies Ensemble             | 2:01  |
| 9.  | King of New York              | Newsies Ensemble             | 2:25  |
| 10. | High Times, Hard Times        | Newsies Ensemble/Ann Margret | 2:54  |
| 11. | Seize the Day (Chorale)       | Newsies Ensemble             | 1:12  |
| 12. | Santa Fe (Reprise)            | Christian Bale               | 1:49  |
| 13. | Rooftop                       | Redford                      | 3:13  |
| 14. | Once and for All              | Newsies Ensemble             | 2:24  |
| 15. | The World Will Know (Finale)  | Newsies Ensemble             | 1:50  |
| 16. | Carrying the Banner (Finale)  | Newsies Ensemble             | 6:20  |

## Accueil
Newsies a été accueilli par des critiques négatives de la presse et du public et est un flop au box-office avec une perte de 15 millions d'USD par rapport à son budget.
Sur Rotten Tomatoes, la moyenne des 35 critiques donne un score de 40 %. Newsies a depuis sa sortie obtenu un intérêt de la part de fans qui en font un film culte. Christian Bale a reconnu que, même s'il n'a pas été un succès commercial, le nombre de ses fans est étonnamment grand, en disant: « (Quand) Vous dites quelque chose de mal sur Newsies, vous avez une foule de gens pour vous contredire »
Le film rapporté 2,82 millions d'USD aux États-Unis et fait partie des longs métrages en prises de vue réelle avec le plus mauvais résultat de Walt Disney Studios. Le critique et historien du cinéma Leonard Maltin a surnommé le film Howard the Paperboy en référence au mauvais résultat de Howard... une nouvelle race de héros (1986),.
En 1992, le film est sorti en vidéo chez Walt Disney Home Video.
En 2002, pour le dixième anniversaire, une édition DVD a été publiée.
En 2012, pour le vingtième anniversaire, une édition Blu-ray a été éditée le 19 juin chez Walt Disney Studios Home Entertainment.

## Adaptation en comédie musicale
Les premières représentations de Newsies The Musical ont eu lieu au Paper Mill Playhouse à Millburn, dans le New Jersey du 25 septembre au 16 octobre 2011. Dirigée par Jeff Calhoun et une chorégraphie de Christopher Gattelli, cette comédie musicale comprend des chansons du film et de nouveaux morceaux,. À la différence du film, la comédie musicale n'évoque pas la relation amoureuse de Jack pour Sarah Jacobs, sœur de Davey et Les, ainsi que Brian Denton le journaliste du New York Sun qui a écrit sur les livreurs de journaux. Ils sont remplacés par un personnage composite nommé "Katherine Plummer", une journaliste, qui est un nom de plume. Les chansons My Lovey Dovey Baby et High Times Hard Times ainsi que le solo de Patrick's Mother sont absents de l'adaptation.